# Isabelle Martinet
Pour les articles homonymes, voir Martinet.
Isabelle Martinet est journaliste et animatrice de télévision. Elle est née le 5 juin 1960 à Paris puis passe son enfance à Soissons, dans l'Aisne, où ses parents s'installent en 1969.

## Biographie
Isabelle Martinet passe son baccalauréat littéraire au Lycée Saint-Remy de Soissons en 1978 puis effectue des études de communication à Paris. Elle commence alors une carrière publicitaire aux côtés de Jacques Séguéla. Ensuite elle crée « Emotion », sa propre agence de publicité, spécialisée dans le show bizz et la promotion de spectacles. Elle travaille notamment pour Julien Clerc et Serge Gainsbourg.
Au bout de huit ans dans la communication, elle change d'orientation et s'intéresse à la télévision, réalisant des reportages pour Paris-Première. Elle tient une rubrique « Société » sur Canal+ avant de rejoindre William Leymergie sur Télématin en 1990 en tant que chroniqueuse. Par ailleurs, d’août 2007 jusqu’à août 2018, elle a fait partie des jokers de William Leymergie à la présentation de Télématin.
Elle commence par présenter des sujets variés tels que les inventions, les expressions régionales, l'Europe avant d'être responsable de la chronique « consommation » en 1994. La même année, elle donne naissance à sa fille, Juliette, le 27 août 1994.
Parallèlement, de 1993 à décembre 2013, elle présente régulièrement les bulletins météo sur France 2.
Pendant l'été 2007 elle présente une chronique « conso » sur Europe 1 du lundi au vendredi.
Elle a également été candidate dans le 9e arrondissement de Paris, en position éligible, sur les listes du maire de l'époque, Jean Tiberi.
Elle annonce sa retraite sur le plateau de Télématin le 29 juin 2024 après 34 années passées dans cette émission.

## Théâtre
- 2005 - Un fil à la patte, de Georges Feydeau. Mise en scène de Francis Perrin, diffusée sur France 2 et disponible en DVD[2].
- 2006 - Trois jeunes filles nues, opérette française de Raoul Moretti, Yves Mirande et Albert Willemetz. Mise en scène de Francis Perrin : Une crevette. Diffusée sur France 2 et disponible en DVD[3].
- 2015 - L'Hôtel du libre échange de Georges Feydeau. Mise en scène de Raymond Aquaviva, diffusé sur France 2.
- 2016 - Un chapeau de paille d'Italie de Eugène Labiche. Mise en scène de Raymond Aquaviva, diffusé sur France 2.

## Publications
- Isabelle Martinet, Le Guide Martinet de la consommation : 160 fiches thématiques pour s'informer avant d'acheter, Paris, Ramsay, coll. « Ramsay pratique », 2006, 437 p. (ISBN 2-84114-826-2 et 978-2-84114-826-4, OCLC 421575507, BNF 40228705)

## Distinctions
- Membre de la Confrérie du haricot de Soissons